# Typopsilopa inca
Typopsilopa inca är en tvåvingeart som beskrevs av Wirth 1968. Typopsilopa inca ingår i släktet Typopsilopa och familjen vattenflugor. Inga underarter finns listade i Catalogue of Life.